# Tracy Middendorf
Tracy Lynn Middendorf (ur. 26 stycznia 1970 w Miami Beach w stanie Floryda, USA) – amerykańska aktorka filmowa, telewizyjna i teatralna.
W latach 1990–1993 występowała jako Carrie Brady w operze mydlanej Dni naszego życia. Od tamtej pory zasłużyła się telewizji jako gościnna aktorka serialowa (znana z ról w odcinkach Beverly Hills 90210, 24 godzin czy Sześciu stóp pod ziemią), a także pojawiła się w licznych rolach drugoplanowych w takich przebojach jak Nowy koszmar Wesa Cravena (1994) i Mission: Impossible III (2006), grała też w serialu The Last Ship jako Darien Chandler, żona kapitana Toma Chandlera.
Żona Franza Wisnera, autora książki Honeymoon with My Brother, matka dwójki dzieci.